# Kathy Hoffman

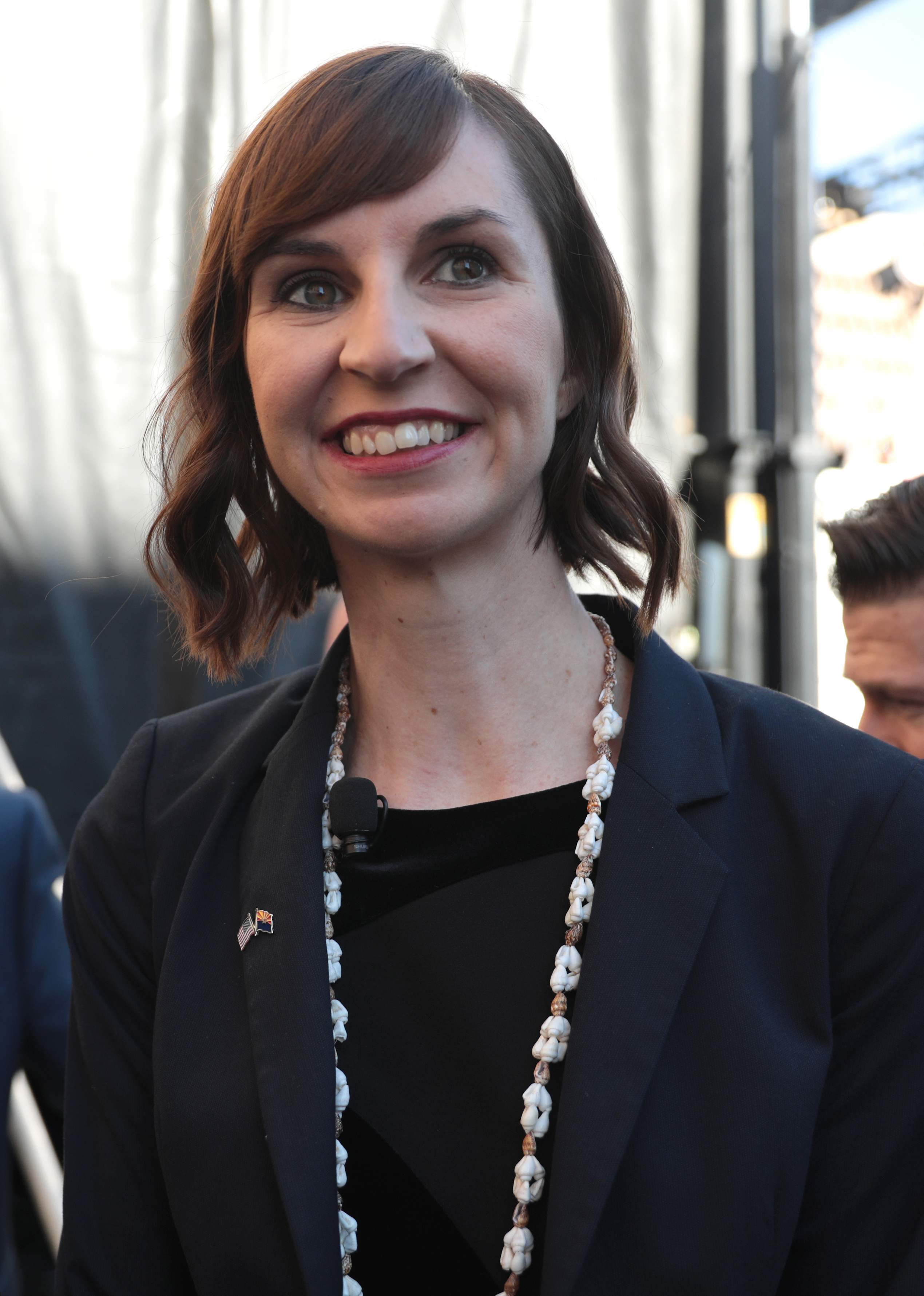
Kathy Hoffman

Kathy Hoffman (geboren 1985 oder 1986 in Portland, Oregon) ist eine amerikanische Politikerin aus Arizona (Demokratische Partei). 

## Werdegang
Hoffman erhielt einen Master-Abschluss an der University of Arizona in Logopädie und unterrichtete im Vail School District nahe Tucson und im Peoria Unified School District.
2018 setzte sie sich bei der Wahl zum Amt des Superintendent of Public Instruction von Arizona gegenüber Frank Riggs durch. 2019 übernahm sie das Amt von ihrer Vorgängerin Diane Douglas. Bei den Wahlen 2022 kandidierte sie für eine zweite Amtszeit, unterlag mit 49,8 % aber knapp Tom Horne, der 50,1 % erreichte und bereits von 2003 bis 2011 als Superintendent of Public Instruction amtierte.